# Starship Integrated Flight Test 9
Starship Integrated Flight Test 9 był dziewiątym lotem testowym rakiety nośnej Starship. W tym locie testowym wzięły udział Ship 35 i Booster 14-2. Lot rozpoczął się 27 maja 2025 roku o godzinie 23:36 UTC (6:36 po południu CDT, czas lokalny w miejscu startu). Ship próbował osiągnąć cele pierwotnie zaplanowane dla lotów 7 i 8, które jednak się nie powiodły. Booster tej misji, pierwszy Super Heavy, który odbył ponowny lot, przeszedł eksperymenty w locie, aby ocenić jego możliwości w warunkach lotu odbiegających od normy i oczekiwano, że wyląduje na wodzie, a nie zostanie złapany.
Ship 35 osiągnął planowaną prędkość, jako pierwszy ship V2. Doświadczył jednak kilku awarii, w tym wycieku paliwa i utraty kontroli nad położeniem, uniemożliwiając osiągnięcie większości celów w kosmosie. W rezultacie SpaceX przerwało lot poprzez zniszczenie statku. Booster rozpadł się nad wyznaczonym obszarem wodowania w Zatoce Meksykańskiej tuż po zapłonie silnika. Spełnił on swój cel, jakim było uzyskanie bardziej agresywnego kąta natarcia niż zwykle, co umożliwiło SpaceX zebranie danych dotyczących kontroli aerodynamicznej statku podczas opadania.

## Tło

### Testy pojazdu

#### Ship 35
Ship 35 został zmontowany w Mega Bay 2,  a konfiguracja jego osłony termicznej wskazywała na osprzęt do łapania. Ship 35 przeszedł następnie 3 rundy testów kriogenicznych na poligonie Massey'a 11 i 12 marca i został przewieziony z powrotem do miejsca produkcji 13 marca. Został przewieziony do Massey'a w celu przeprowadzenia testu statycznego 29 kwietnia. Próba testu statycznego 29 kwietnia została odwołana z nieznanego powodu podczas tankowania paliwa. Test zakończono 30 kwietnia, symulując „spalanie w kosmosie” przy użyciu jednego silnika. Po wcześniejszej próbie anulowania tego dnia, 1 maja nastąpił drugi, długotrwały test statyczny. Jednak według NASASpaceflight ten test statyczny nie podążał za tendencją zaobserwowaną wcześniej podczas testu statycznego Shipa 34, a Ship 35 doświadczył nienormalnego wyłączenia około T+36 sekundy. SpaceX nie potwierdził jeszcze publicznie problemu zaobserwowanego podczas tego testu statycznego. Ship 35 został następnie wycofany do Mega Bay 2 2 maja w celu przeprowadzenia inspekcji i zwrócony do Massey's 10 maja. Próba testu statycznego z 11 maja została anulowana zaraz po aktywacji systemu zalewowego, następnie Ship 35 pomyślnie zakończył 6-silnikowy długotrwały test statyczny (64 sekundy), najdłuższy test statyczny statku zaobserwowany do tej pory, 12 maja. Został wycofany do Mega Bay 2 13 maja. Ship 35 został następnie przetransportowany z powrotem do Masseys 21 maja i podjął próbę przeprowadzenia testów 22 maja, przy czym pierwsza próba została anulowana, a kolejna próba została przeprowadzona później tego samego dnia. Następnie został przetransportowany z powrotem do Mega Bay 2 23 maja i 24 maja zainstalowano na nim 8 satelitów symulacyjnych Starlink. Ship 35 został następnie przetransportowany do OLP-A 25 maja i kilka godzin później złożony.

#### Booster 14
B14 został przetoczony z powrotem do Mega Bay 1 w celu odnowienia 18 stycznia  po użyciu w locie 7. 1 kwietnia został przetransportowany na Orbital Launch Pad A (OLP-A), gdzie 3 kwietnia przeprowadzono test statyczny. Po tym teście SpaceX potwierdziło przydział B14, a także stwierdziło, że 29 z jego 33 silników było już wcześniej w locie. Booster 14 powrócił na miejsce produkcji 8 kwietnia. Jego pierścień HSR (Hot Staging Ring) został przeniesiony do Mega Bay 1 16 kwietnia i zainstalowany 17 kwietnia. Następnie B14 został przeniesiony z Mega Bay 1 do OLP-A 12 maja. Następnie B14 został odłączony od OLP-A 16 maja i przeniesiony z powrotem do Mega Bay 1 17 maja. Następnie został przeniesiony do OLP-A 24 maja, i umieszczony w stosie na OLM 25 maja.

### Wpływ lotów 7 i 8
Po locie 6 Elon Musk stwierdził, że lot 8 może być pierwszym „złapaniem” Shipa, jeśli lądowanie lotu 7 zakończy się sukcesem. Z powodu nieudanego uruchomienia silnika wznoszącego S33, misję tę przesunięto na późniejszą, podobnie jak prawdopodobnie wymagane uruchomienie silnika wlotowego na niskiej orbicie okołoziemskiej. Przed lotem 8 oczekiwano, że lot 9 będzie obejmował pierwszą próbę złapania Shipa, a pozwolenia Federalnej Komisji Łączności USA dla lotu 9 stwierdzały możliwość złapania. Jednak lot 8 również nie powiódł się podczas uruchomienia silnika wznoszącego, co opóźniło złapanie Shipa na przyszłą misję. Amerykańska Federalna Administracja Lotnictwa (FAA) ustaliła, że awaria lotu 8 nie miała wpływu na bezpieczeństwo publiczne 22 maja. Oprócz przeprowadzania testów statycznych statków i rakiet nośnych w bazie Starbase, SpaceX przeprowadziło obszerne testy poszczególnych silników Raptor 2 przez dłuższy czas w swoich obiektach McGregor, aby rozwiązać i złagodzić problemy wykryte podczas lotu 8, a także przeprowadzić inne testy.

#### Powrót do lotu
15 maja FAA potwierdziła, że zatwierdziła modyfikacje licencji dla lotu 9, a SpaceX złożył raport o wypadku dotyczącym lotu 8 13 maja. 22 maja FAA potwierdziła, że zapoznała się z raportem o wypadku złożonym przez SpaceX i zezwoliła Starship na powrót do lotu, wydając decyzję o powrocie do lotu. 12 czerwca FAA ogłosiła zamknięcie dochodzenia w sprawie wypadku dotyczącego lotu 8.

## Profil misji
Profil misji dla lotu testowego nr 9 był podobny do tego zaplanowanego dla poprzedniego lotu, zakładającego wodowanie na Oceanie Indyjskim wraz z rozmieszczeniem ośmiu celowo zniszczalnych „symulatorów” Starlink, które miały również powrócić nad Oceanem Indyjskim. Jednak w przeciwieństwie do poprzednich lotów testowych, booster nie próbował złapać rakiety, zamiast tego wodując w Zatoce Meksykańskiej po licznych eksperymentach podczas zniżania, w tym celowym niezapaleniu jednego z centralnych silników w celu uruchomienia silnika podczas lądowania.
| Czas      | Zdarzenie                                                                    | 27 maja 2025                                                                        |
| --------- | ---------------------------------------------------------------------------- | ----------------------------------------------------------------------------------- |
| −01:15:00 | Dyrektor lotu przeprowadza ankietę i weryfikuje gotowość do załadunku paliwa | Zgoda na tankowanie paliwa                                                          |
| −00:51:37 | Rozpoczęcie tankowania zbiorników utleniacza (ciekłego tlenu) do Shipa       | Sukces                                                                              |
| −00:45:20 | Rozpoczęcie tankowania zbiorników paliwa (ciekłego metanu) do Shipa          | Sukces                                                                              |
| −00:41:37 | Rozpoczęcie tankowania zbiorników paliwa (ciekłego metanu) do Boostera       | Sukces                                                                              |
| −00:35:52 | Rozpoczęcie tankowania zbiorników utleniacza (ciekłego tlenu) do Boostera    | Sukces                                                                              |
| −00:19:40 | Chłodzenie silników w Shipie i Boosterze                                     | Sukces                                                                              |
| −00:03:20 |                                                                              | Sukces                                                                              |
| −00:02:50 | Zakończenie tankowania zbiorników Boostera                                   | Sukces                                                                              |
| −00:00:30 | Dyrektor lotu weryfikuje gotowość do startu                                  | Zgoda na start                                                                      |
| −00:00:10 | Uruchomienie deflektora płomieni                                             | Sukces                                                                              |
| −00:00:03 | Zapłon silników Boostera                                                     | Sukces                                                                              |
| +00:00:02 | Odlot                                                                        | Sukces                                                                              |
| +00:01:02 | Max Q (punkt maksymalnego ciśnienia aerodynamicznego)                        | Sukces                                                                              |
| +00:02:35 | Wyłączenie silników pierwszego stopnia (MECO)                                | Sukces                                                                              |
| +00:02:37 | Zapłon silników Shipa i separacja stopni (hot-staging)                       | Sukces                                                                              |
| +00:02:47 | Uruchomienie 13 silników Boostera i rozpoczęcie manewru boostback            | Sukces                                                                              |
| +00:03:27 | Koniec manewru boostback, wyłączenie silników w Boosterze                    | Sukces                                                                              |
| +00:03:29 | Odrzucenie pierścienia separacyjnego                                         | Sukces                                                                              |
| +00:06:14 | Zapłon silników Boostera w celu wytracenia prędkości                         | Częściowa porażka 12 z 13 silników odpalone                                         |
| +00:06:40 | Wyłączenie wszystkich silników Boostera                                      | Porażka Booster eksplodował w T+00:06:16                                            |
| +00:09:00 | Wyłączenie silników Shipa (SECO)                                             | Sukces                                                                              |
| +00:18:26 | Demonstracja wypuszczenia symulatorów Starlink                               | Porażka Drzwi ładowni nie otwarły się                                               |
| +00:37:49 | Demonstracja odpalenia Raptora w próżni                                      | Pominięte z powodu utraty kontroli nad wysokością                                   |
| +00:47:50 | Wejście Shipa w atmosferę                                                    | Porażka Ship rozpadł się przy wejściu w atmosferę. Telemetria utracona w T+00:46:48 |
| +01:03:11 | Ship osiąga prędkość dźwięku                                                 | -                                                                                   |
| +01:04:26 | Ship osiąga prędkość poddźwiękową                                            | -                                                                                   |
| +01:06:11 | Obrót klap Shipa w celu jego pionizacji                                      | -                                                                                   |
| +01:06:16 | Zapłon silników Shipa w celu wytracenia prędkości                            | -                                                                                   |
| +01:06:38 | Wodowanie Shipa na wodach Oceanu Indyjskiego                                 | -                                                                                   |

### Podsumowanie misji
Statek kosmiczny Starship pomyślnie wzniósł się, a wszystkie 33 silniki Raptor 2 na Super Heavy działały nominalnie od startu do odłączenia stopnia. 29 z tych silników zostało sprawdzonych w locie, a jeden silnik oznaczony numerem 314 zapewnił napęd w locie po raz trzeci. Ta misja była pierwszą, w której zastosowano system umożliwiający boosterowi oddzielenie się od statku w całkowicie kontrolowanym kierunku; zrobiono to, aby booster mógł latać tak wydajnie, jak to możliwe, aby nie tracić więcej paliwa niż było to konieczne. Osiągnięto to poprzez zamknięcie niektórych otworów wentylacyjnych na ochronnym gorącym pierścieniu stopniowym boostera, a wydech silnika statku odepchnął booster w zaplanowanym kierunku.
Po oddzieleniu się stopni, Booster 14-2 otrzymał polecenie zejścia do Zatoki Meksykańskiej pod ostrzejszym kątem natarcia niż podczas poprzedniego lotu. Ponieważ był to pierwszy raz, kiedy SpaceX ponownie użył boostera Super Heavy, firma chciała zebrać dane na temat działania Boostera w suboptymalnych warunkach, aby pomóc w opracowaniu kolejnej generacji boosterów Super Heavy. B14 był w stanie wytrzymać te ekstremalne warunki przez cały okres zejścia do atmosfery, aż do rozpoczęcia spalania lądowania. Ponownie uruchomił wszystkie 13 centralnych silników,  ale jeden silnik wyłączył się niemal natychmiast, a następnie nastąpiła utrata telemetrii o T+6:20. Materiał filmowy w webcastingu pokazał kulę ognia wybuchającą krótko przed utratą telemetrii.
Ship 35 wykonał pełny cykl wznoszenia z użyciem wszystkich sześciu silników, czego nie udało się osiągnąć dwóm poprzednim statkom. Jednak planowane rozmieszczenie elementów testowych Starlink zostało przerwane z powodu awarii drzwi ładowni statku. Podczas fazy lądowania zaczęły pojawiać się problemy z kontrolą położenia, uniemożliwiając kontrolowany powrót do atmosfery Ziemi. To uniemożliwiło SpaceX przeprowadzenie planowanego testu ponownego odpalenia silnika. Ship 35 kontynuował przesyłanie obrazów z pokładu za pomocą Starlink, które pokazywały statek wirujący przez strumienie plazmy i części statku poddawane uszkodzeniom termicznym, aż do momentu utraty telemetrii po 46 minutach. Po zakończeniu lotu, dyrektor generalny SpaceX, Elon Musk, dodatkowo ogłosił, że były wycieki ze zbiornika paliwa i nagła utrata ciśnienia w Shipie 35, na co zareagowały komputery pokładowe statku, inicjując zautomatyzowany proces bezpieczeństwa w celu bezpiecznej utylizacji pojazdu po wykryciu, że nie można go odzyskać.

### Następstwa
30 maja 2025 roku FAA ogłosiła, że żąda od SpaceX przeprowadzenia dochodzenia w sprawie wypadku podczas misji lotu 9. FAA stwierdziła, że dochodzenie w sprawie wypadku było konieczne wyłącznie w przypadku Shipa 35, ponieważ nie wszedł on ponownie w atmosferę zgodnie z planem, mimo że żadne szczątki nie wylądowały poza ustalonymi wcześniej obszarami zagrożenia. Raport o wypadku nie uwzględnia eksplozji B14 nad Zatoką Meksykańską, ponieważ jej awaria została uwzględniona w jednym z zatwierdzonych przez FAA wyjątków dotyczących uszkodzeń wywołanych testami.